# NGC 2241
NGC 2241 في الفهرس العام الجديد، هو عنقود نجمي، يقع في كوكبة أبو سيف (كوكبة). اكتشف في 31 يناير 1835 . بواسطة جون هيرشل .

## روابط خارجية
- NGC 2241 على موقع ويكي سكاي: DSS2, SDSS, GALEX, IRAS, Hydrogen α, X-Ray, Astrophoto, Sky Map, Articles and images